# Dante – akta're för Hajen!
Dante – akta're för Hajen! är en svensk komedifilm från 1978, regisserad och producerad av Gunnar Höglund samt manus tillsammans med Bengt Linder. Filmen baseras på Bengt Linders ungdomsbok Akta're för Hajen, Dante. Den hade biopremiär i Sverige 26 augusti 1978, och har även visats på Cinemateket och SVT.

## Handling
Dante och hans kompis Tvärsan leker detektiver medan Dantes föräldrar reser bort på semester. Dante hittar en diamantring i snön, men han blir snabbt indragen i en port och fråntagen ringen. De båda misstänker att ringen kommer från en stor juvelkupp som nyligen skett och börjar undersöka de som bor i trapphuset.

## Om filmen
Filmen spelades in från december 1977 till februari 1978 i Stockholm och Arlanda. Den hade svensk premiär i följande tio städer: Stockholm, Göteborg, Malmö, Helsingborg, Kristianstad, Borås, Norrköping, Västerås, Uppsala och Gävle. Stockholmspremiären ägde rum på biograf Saga.

## Rollista
- Jan Ohlsson – Dante
- Ulf Hasseltorp – Tvärsan
- Börje Ahlstedt – Dantes far
- Christina Schollin – Dantes mor
- Lars Lind – Tvärsans far (redaktör på Afton-Posten)
- Meg Westergren – Tvärsans mor
- Jeanette Hellström – Ginger (Dantes äldre syster)
- John Harryson – polisinspektör
- Carli Tornehave – "Hajen", en juveltjuv (anställd på Afton-Posten)[4]
- Sten Ardenstam – herr Holmberg (juvelerare)
- Kerstin Dahl – Elsa Dieter, en juveltjuv
- Lillemor Ohlson – Annika Nilsson, en juveltjuv (sekreterare på Afton-Posten)
- Ricky Bruch – hovmästare
- Lasse Berghagen – karate-lärare
- Kent Sjöman – Klas Dieter, en juveltjuv (anställd på Afton-Posten)
- Jim Steffe – juveltjuv med hatt
- Magdalena Wiklund – biträdande juvelerare
- Sture Gustafsson – polisman #1
- Egil Holmsen – polisman #2
- Rune Hallberg – polisman på Hötorget[4]

## Mottagande
Filmen fick kritik av filmkritikerna som ansåg att den var orealistisk, långsam och ospännande, men ändå gav beröm till skådespelarna och skrev att den kunde uppfattas som charmig, särskilt i den yngre målgruppen. Publikt blev det ett misslyckande på bio.

## Utgivning
Filmen gavs ut på VHS 1978 av Europa Film och på DVD 2019 av Studio S Entertainment.